# 卢恺曼
卢恺曼（2000年3月11日—），浙江永嘉瓯北人，中国女子射擊運動選手。 她在2022年世界射击锦标赛上奪得兩枚气手枪项目的金牌。

## 生平
小学五年级時進入温州体校射击队，2017年入选国家射击队。2018年在射击世界杯德国站比赛中，卢恺曼奪得女子气手枪60发团体金牌并创造新的世界青年纪录。